# Sebastiano Mazzara
Sebastiano Mazzara (Mistretta, 13 maggio 1975) è un ex mezzofondista italiano.

## Record nazionali
Allievi
Miglio - 4'19"0 ( Nicolosi, 29 agosto 1992)

## Palmarès
| Anno | Manifestazione             | Sede              | Evento         | Risultato | Prestazione | Note |
| ---- | -------------------------- | ----------------- | -------------- | --------- | ----------- | ---- |
| 1993 | Mondiali di cross          | Amorebieta-Etxano | Corsa U20      | 37º       | 21'47"      |      |
| 1993 | Mondiali di cross          | Amorebieta-Etxano | A squadre      |           |             |      |
| 1994 | Mondiali juniores          | Lisbona           | 10000 m piani  | 32º       | 32'57"25    |      |
| 1994 | Mondiali di cross          | Budapest          | Corsa U20      | 52º       | 26'17"      |      |
| 1994 | Mondiali di cross          | Budapest          | A squadre      | 8º        | 175 p.      |      |
| 1999 | Mondiali di mezza maratona | Palermo           | Individuale    | 52º       | 1h05'20"    |      |
| 1999 | Mondiali di mezza maratona | Palermo           | A squadre      |           |             |      |
| 1999 | Mondiali di cross          | Belfast           | Corsa seniores | 50º       | 42'26"      |      |
| 1999 | Mondiali di cross          | Belfast           | A squadre      | 6º        | 125 p.      |      |

## Campionati nazionali
1993
- Oro ai campionati italiani juniores, 5000 m piani - 14'28'22"
- Argento ai campionati italiani juniores, 3000 m piani - 8'32'25"

1996
- Argento ai campionati italiani promesse, 5000 m piani - 14'18"07

1999
- 10º ai campionati italiani assoluti, 10000 m piani - 30'08'16"
- 10º ai campionati italiani di maratonina - 1h05'16"
- 8º ai campionati italiani di corsa campestre - 36'10"

2004
- 40º ai campionati italiani di maratonina - 1h07'44"

## Altre competizioni internazionali
1994
- 4º al Campaccio ( San Giorgio su Legnano), gara juniores - 20'02"

1996
- 23º al Giro podistico internazionale di Castelbuono ( Castelbuono) - 36'39"
- 14º al Memorial Peppe Greco ( Scicli) - 31'00"
- 10º alla Cinque Mulini ( San Vittore Olona) - 37'03"

1998
- 13º al Giro al Sas ( Trento) - 32'38"
- 15º al Giro podistico internazionale di Castelbuono ( Castelbuono) - 35'51"6
- 16º alla BOclassic ( Bolzano) - 29'35"

1999
- 20º al Giro podistico internazionale di Castelbuono ( Castelbuono) - 35'56"
- 16º al Trofeo Sant'Agata ( Catania) - 34'17"
- 15º alla Cinque Mulini ( San Vittore Olona) - 36'43"
- 20º al Campaccio ( San Giorgio su Legnano) - 36'50"
- 9º al Cross di Alà dei Sardi ( Alà dei Sardi) - 32'15"

2000
- 51º alla Stramilano ( Milano) - 1h06'11"
- 19º al Giro podistico internazionale di Castelbuono ( Castelbuono) - 35'59"
- 20º alla Cinque Mulini ( San Vittore Olona) - 36'25"

2001
- 33º al Trofeo Sant'Agata ( Catania) - 35'33"

2002
- 23º alla Maratona di Venezia ( Venezia) - 2h30'08"
- 24º alla Roma-Ostia ( Roma) - 1h08'06"

2004
- 19º al Giro podistico internazionale di Castelbuono ( Castelbuono) - 36'46"

2005
- 23º alla Stramilano ( Milano) - 1h07'48"
- 7º al Trofeo Sant'Agata ( Catania) - 35'40"